# Dieter Kapphahn
Dieter Kapphahn (* 22. Juni 1940; † 14. Oktober 2019) war ein deutscher Pilot. 1968 wurde er Mannschaftsweltmeister im Motorkunstflug.

## Leben
Kapphahn war Pilot der Interflug und flog dort die Iljuschin Il-18 und Iljuschin Il-62. Bis zum 1. November 1979 war er Staffelleiter der Il-18-Staffel.
Kapphahn war in den 1960er Jahren Mitglied der Kunstflug-Nationalauswahl der DDR, die 1964 mit ihrem Trainer Fritz Fliegauf bei den Weltmeisterschaften in Bilbao den dritten Platz in der Mannschaftswertung und damit ihren ersten internationalen Erfolg erringen konnte. 1966 erreichte er bei der Motorkunstflug-WM in Tuschino gemeinsam mit Erwin Bläske, Günter Börner, Peter Kahle, und Heinz Hübler den dritten Platz in der Mannschaftswertung. Bei der Kunstflug-WM 1968 in Magdeburg gewann er gemeinsam mit Erwin Bläske und Peter Kahle den Titel in der Mannschaftswertung.